# Preston St Mary
Preston St Mary est une paroisse civile d’Angleterre, au Royaume-Uni, située dans le district de Babergh, comté du Suffolk.